# Cephalops lubuti
Cephalops lubuti är en tvåvingeart som beskrevs av Charles Howard Curran 1929. Cephalops lubuti ingår i släktet Cephalops och familjen ögonflugor. Inga underarter finns listade i Catalogue of Life.